# Улица Гагарина (Гомель)
У́лица Гага́рина — одна из улиц Центрального района города Гомеля. Расположена в районе Центрального рынка. Начинается от улицы Комиссарова (район Центрального парка) и проходит до Украинской улицы (район «Мохова» переезда).

## История
До революции называлась Ветреной улицей (Вѣтренная).
В дореволюционной застройке преобладали деревянные одноэтажные дома усадебного типа. Во дворе дома на пересечении с улицей Кузнечной (ныне Интернациональная) находилась подпольная типография Полесского комитета РСДРП. К улице примыкали парк Гомельского дворца (ныне Гомельский дворцово-парковый ансамбль) и Конная площадь (ныне Центральный рынок). На стыке с улицами Речицкой и Троицкой (ныне Крестьянская) улица Ветреная раздваивалась в направлении железнодорожного переезда и Генеральской улицы (ныне Красноармейская). В настоящее время участок улицы от пересечения с улицей Карповича (бывшей Новиковской) относится к улице Красноармейской.
Во время Великой Отечественной войны улица была сильно разрушена и современный её облик начал формироваться в послевоенные годы. Застроена преимущественно двух-, трёх- и четырёхэтажными домами.
После революции была переименована в улицу Кагановича, а в 1961 году она была названа в честь Юрия Гагарина.

## Пересекает улицы
- Комиссарова,
- Пролетарскую,
- Плеханова,
- Спартака,
- Ветреный проезд,
- Интернациональную,
- Петченко,
- Интернациональный проезд,
- Речицкую,
- Крестьянскую,
- Карповича,
- Украинскую.

## На улице расположены
- Парк-отель «Замковый»
- магазины
- ТЦ «Секрет»
- Банк БелВЭБ
- ДОСААФ
- ТЦ «На Моховом»